# Rafael Perazza
Rafael Perazza és una localitat de l'Uruguai, ubicada al sud del departament de San José, a 72 quilòmetres de Montevideo i a 23 de San José de Mayo.
Es troba a 42 metres sobre el nivell del mar. Té una població aproximada de 1.235 habitants (2004).